# Les Gras
Les Gras is een gemeente in het Franse departement Doubs (regio Bourgogne-Franche-Comté) en telt 654 inwoners (1999). De plaats maakt deel uit van het arrondissement Pontarlier.

## Geografie
De oppervlakte van Les Gras bedraagt 15,0 km², de bevolkingsdichtheid is 43,6 inwoners per km². De gemeente grenst in het oosten aan Zwitserland.

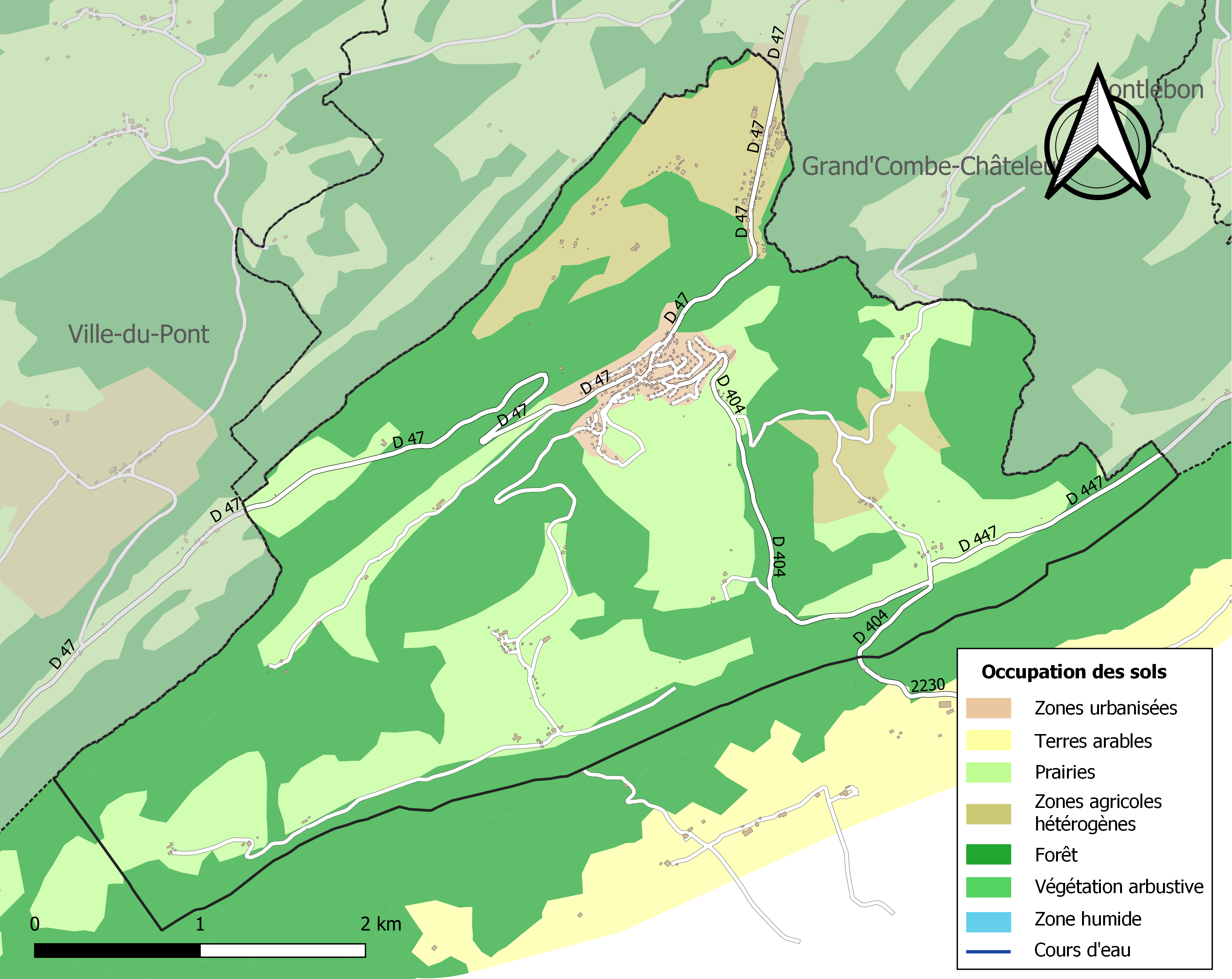
Kaart van de gemeente met de belangrijkste infrastructuur, bodemgebruik en omliggende gemeenten

## Demografie
Onderstaande figuur toont het verloop van het inwonertal (bron: INSEE-tellingen).